# Щавницький Михайло
Миха́йло Щавни́цький (нар. 1 листопада 1754 — 1819) — український церковний та освітній діяч, теолог, віце-ректор Барбареуму у Відні, перший ректор Української генеральної семінарії греко-католицької церкви у Львові, організатор «Studium Ruthenum» при Львівському університеті, директор духовного ліцею в місті Мукачеве.

## Життєпис
Родом із села Гажин Ужанського комітату (тепер Пряшівщина), син тамтешнього пароха. Здобув у 1775—1784 роках філософську та богословську освіту у Греко-католицькій духовній семінарії у Відні («Барбареуму»).
12 січня 1776 року єпископ Андрій Бачинський висвятив Михайла Щавницького у священики. Від 1780 року Михайло Щавницький віце-ректор Барбареуму у Відні. З 1782 року належав до віденської масонської ложі «Постійности».
У 1784—1787 роках — перший ректор Української генеральної семінарії греко-католицької церкви у Львові, завдяки його зусиллям чисельність студентів семінарії досягла 400 осіб, і це був найвищий показник чисельності «кандидатів духовного стану» за весь період існування Львівської генеральної семінарії аж до її закриття у 1946 році.
У 1787 році Михайло Щавницький отримав номінацію на єпископа Велико-Варадинського, але через невдовзі імператор Йосиф ІІ відкликав цю номінацію..
Михайло Щавницький був організатором «Studium Ruthenum» при Львівському університеті.
Від 1787 року крилошанин і директор духовного ліцею в місті Мукачеве на Закарпатті, асесоро суду ужгородського комітату, та архидіякон.